# Phytomyza chrysocera
Phytomyza chrysocera är en tvåvingeart som beskrevs av Friedrich Georg Hendel 1935. Phytomyza chrysocera ingår i släktet Phytomyza och familjen minerarflugor. Inga underarter finns listade i Catalogue of Life.